# Souzy
Souzy és un municipi francès situat al departament del Roine i a la regió d'Alvèrnia-Roine-Alps. L'any 2007 tenia 658 habitants.

## Demografia

### Població
El 2007 la població de fet de Souzy era de 658 persones. Hi havia 266 famílies de les quals 76 eren unipersonals (32 homes vivint sols i 44 dones vivint soles), 81 parelles sense fills, 97 parelles amb fills i 12 famílies monoparentals amb fills.
La població ha evolucionat segons el següent gràfic:
Habitants censats

### Habitatges
El 2007 hi havia 326 habitatges, 272 eren l'habitatge principal de la família, 23 eren segones residències i 31 estaven desocupats. 262 eren cases i 62 eren apartaments. Dels 272 habitatges principals, 193 estaven ocupats pels seus propietaris, 78 estaven llogats i ocupats pels llogaters i 1 estava cedit a títol gratuït; 1 tenia una cambra, 22 en tenien dues, 47 en tenien tres, 83 en tenien quatre i 118 en tenien cinc o més. 197 habitatges disposaven pel capbaix d'una plaça de pàrquing. A 125 habitatges hi havia un automòbil i a 120 n'hi havia dos o més.

### Piràmide de població
La piràmide de població per edats i sexe el 2009 era:
| Homes | Edats   | Dones |
| ----- | ------- | ----- |
| 0     | 95 o +  | 0     |
| 0     | 90 a 94 | 4     |
| 0     | 85 a 89 | 4     |
| 0     | 80 a 84 | 0     |
| 12    | 75 a 79 | 16    |
| 20    | 70 a 74 | 32    |
| 4     | 65 a 69 | 8     |
| 8     | 60 a 64 | 4     |
| 4     | 55 a 59 | 20    |
| 24    | 50 a 54 | 12    |
| 28    | 45 a 49 | 16    |
| 16    | 40 a 44 | 28    |
| 16    | 35 a 39 | 32    |
| 24    | 30 a 34 | 12    |
| 32    | 25 a 29 | 12    |
| 20    | 20 a 24 | 28    |
| 28    | 15 a 19 | 8     |
| 32    | 10 a 14 | 28    |
| 24    | 5 a 9   | 16    |
| 4     | 0 a 4   | 20    |

## Economia
El 2007 la població en edat de treballar era de 451 persones, 353 eren actives i 98 eren inactives. De les 353 persones actives 334 estaven ocupades (192 homes i 142 dones) i 18 estaven aturades (6 homes i 12 dones). De les 98 persones inactives 37 estaven jubilades, 26 estaven estudiant i 35 estaven classificades com a «altres inactius».

### Ingressos
El 2009 a Souzy hi havia 275 unitats fiscals que integraven 717 persones, la mediana anual d'ingressos fiscals per persona era de 18.619 €.

### Activitats econòmiques
Dels 45 establiments que hi havia el 2007, 2 eren d'empreses extractives, 3 d'empreses alimentàries, 3 d'empreses de fabricació d'altres productes industrials, 10 d'empreses de construcció, 13 d'empreses de comerç i reparació d'automòbils, 1 d'una empresa de transport, 1 d'una empresa d'hostatgeria i restauració, 1 d'una empresa d'informació i comunicació, 3 d'empreses financeres, 3 d'empreses immobiliàries, 3 d'empreses de serveis i 2 d'empreses classificades com a «altres activitats de serveis».
Dels 17 establiments de servei als particulars que hi havia el 2009, 3 eren tallers de reparació d'automòbils i de material agrícola, 1 taller d'inspecció tècnica de vehicles, 3 guixaires pintors, 4 fusteries, 1 electricista, 1 perruqueria, 1 restaurant, 2 agències immobiliàries i 1 saló de bellesa.
Dels 4 establiments comercials que hi havia el 2009, 1 era un supermercat, 1 una botiga de menys de 120 m², 1 una carnisseria i 1 una floristeria.
L'any 2000 a Souzy hi havia 14 explotacions agrícoles que ocupaven un total de 374 hectàrees.

## Equipaments sanitaris i escolars
El 2009 hi havia una escola elemental.

## Poblacions més properes
El següent diagrama mostra les poblacions més properes.